# Yokohama Fire Department
Yokohama Fire Department è un cortometraggio muto del 1913. Il nome del regista non viene riportato nei credit del film, un documentario sui vigili del fuoco di Yokohama che venne girato nella città giapponese.

## Produzione
Il film fu prodotto dalla Vitagraph Company of America.

## Distribuzione
Distribuito dalla General Film Company, il film - un cortometraggio di 150 metri - uscì nelle sale cinematografiche statunitensi il 20 giugno 1913. Nelle proiezioni, veniva programmato con il sistema dello split reel, accorpato in un'unica bobina con un altro cortometraggio prodotto dalla Vitagraph, la commedia Delayed Proposals.